# CUS Padova Basket
Il CUS Padova Basket è la sezione di pallacanestro del CUS Padova che ha militato nel campionato di Serie D (maschile) e nel campionato di Serie B (femminile) con squadre formate da soli studenti universitari dell'Università di Padova all'interno del Progetto Doppia Carriera Studente/Atleta.

## Storia

### Sezione maschile

#### Inizi

Manifesto della partita tra Padova e Treviso del 7 aprile 1934.

Ha militato in massima serie come "GUF Padova", nelle stagioni 1934, 1935, 1935-1936, 1936-1937, ritirandosi all'inizio della stagione 1937-1938.

#### La rifondazione
Nel novembre del 2015 viene ricostituita la sezione basket del CUS Padova, da parte del Prof. Luigi Salmaso che assume il ruolo di Incaricato di Sezione del Cus Padova e Advisor per il Basket universitario presso l'Università di Padova in congiunzione con il Prorettore allo Sport Prof. Antonio Paoli. La compagine maschile ha preso parte al Campionato Nazionale Universitario con la squadra maschile. Il 23 maggio 2016, dopo aver battuto il CUS Udine, ottiene l'accesso alle Finali Nazionali di Reggio Emilia. Il 19 giugno, si piazza al secondo posto alle Finali Nazionali, perdendo 98 a 92 la finale contro il CUS Bologna. Il 6 aprile 2017 battendo per 77 a 66 il Basket Polesine, arriva prima nel girone C - Padova di Promozione, accedendo così ai playoff, dove però viene sconfitta in finale. La stagione successiva, arriva nuovamente ai playoff, venendo però sconfitta in semifinale. Nella stagione 2018-2019, dopo essere arrivata nuovamente ai playoff, batte in finale la Pallacanestro Eraclea, 2-0, ottenendo così la promozione nella Serie D regionale, sotto la guida di Coach Michele Caiolo.
Degna di nota la militanza nelle fila dello Staff tecnico di Leonardo Busca, Marco Schiavone e Diego Varotto fino alla stagione 2018-19.

### Sezione femminile
La compagine femminile parte nella stagione 2017-18 sempre sulla base della spinta data al movimento cestistico universitario da parte del Prof. Luigi Salmaso e in quattro stagioni conquista due promozioni, dal campionato di Promozione alla serie C nella stagione 2018-19 e nella stagione 2021-22 dal campionato di Serie C a quello di Serie B, sotto la guida di Coach Maurizio Ventura.
Dalla collaborazione con la Reyer Venezia, a partire dalla stagione 2023-24, la squadra femminile si denomina UMANA CUS UNIPD. In vista della stagione successiva 2024-25 viene messo in atto il tentativo di unificare il basket femminile della Città di Padova sotto una unica squadra studentesca, progetto che però non vedrà il suo compimento e porterà alla conclusione del Progetto Doppia Carriera della squadre universitarie.